# White's Island
White's Island är en ö i Bermuda (Storbritannien).  Den ligger i parishen Paget, i den sydvästra delen av landet. 